# Dziedziczenie autosomalne dominujące

Schemat dziedziczenia autosomalnego dominującego

Sposób dziedziczenia autosomalny dominujący (dziedziczenie AD) – w genetyce sposób dziedziczenia, w którym cecha dziedziczona jest w sprzężeniu z chromosomami innymi niż chromosomy płci i ujawnia się zarówno w układzie heterozygotycznym jak i homozygotycznym (w przeciwieństwie do dziedziczenia autosomalnego recesywnego).

## Wzory rodowodów
Możliwe wzory rodowodów dla heterozygoty i homozygoty dominującej:
|   | A  | A  |
| A | AA | AA |
| A | AA | AA |

|   | A  | A  |
| A | AA | AA |
| a | Aa | Aa |

|   | A  | A  |
| a | Aa | Aa |
| a | Aa | Aa |

|   | A  | a  |
| A | AA | Aa |
| a | Aa | aa |

|   | A  | a  |
| a | Aa | aa |
| a | Aa | aa |

|  | osoby, u których cecha się ujawni     |
|  | osoby, u których cecha się nie ujawni |

W tym typie dziedziczenia istnieją jednak różne zjawiska powodujące nietypowe wzory rodowodów, niektóre z nich to:
- niepełna penetracja  – cecha nie ujawnia się u każdego posiadacza genu, np. siatkówczak występuje u 90% posiadaczy wadliwego genu[1][2];
- zmienna ekspresja – u członków rodziny posiadających ten sam gen cecha może ujawniać się w różnym stopniu, np. u wszystkich chorych na nerwiakowłókniakowatość będą manifestować się objawy kliniczne ale w różnym stopniu – od zwykłych zmian skórnych do uogólnionych włókniaków[1][2];
- opóźniona manifestacja – (szczególnie o chorobie) pojawienie się cechy, gdy posiada się już własne dzieci, które mogły otrzymać dany gen[1];
- mozaikowatość gonadalna[1][2];
- nowe mutacje[1].

## Dziedziczenie AD w zespołach genetycznych
Szacunkowo 0,5% osób jest dotkniętych chorobami dziedziczonymi autosomalnie dominująco. W przypadku chorób dziedziczonych AD osoby nimi dotknięte zwykle są heterozygotami dla danego allelu. Parowanie się osób z tym samym zaburzeniem zdarza się rzadko, toteż homozygoty AD również rzadko się spotyka. Przypadek homozygoty dominującej jest zwykle ciężką lub śmiertelną postacią danej choroby.
Zaburzenia dziedziczone AD mogą być przekazane od rodzica lub pojawić się u potomstwa w wyniku mutacji, bez powiązania z chorobą rodzica (lub nawet rodzic może być zdrowy). Tak się dzieje w przypadku większości osób chorych na achondroplazję i ok. połowy chorych na neurofibromatozę.

### Choroby dziedziczone AD
Przykłady chorób dziedziczących się AD:
- achondroplazja[1]
- nerwiakowłókniakowatość[1]
  - choroba von Recklinghausena (nerwiakowłókniakowatość typu 1)
- zespół Aperta[1]
- hipercholesterolemia rodzinna[1]
- siatkówczak[1]
- pląsawica Huntingtona[1]
- zespół policystycznych nerek[1]
- zespół Marfana
- choroba Brugadów

oraz generalnie choroby spowodowane mutacjami genów kodujących białka strukturalne.